# Henryk Patzer
Henryk Karol Patzer ps. „Karol” (ur. 9 sierpnia 1904 w Warszawie, zm. 18 września 1987 w Warszawie) – polski działacz polityczny, zastępca Delegata Rządu RP na m. st. Warszawę, działacz Stronnictwa Narodowego, dyrektor handlowy Zjednoczonych Browarów Warszawskich Haberbusch i Schiele.

## Życiorys
Henryk Karol Patzer był synem przemysłowca Jana Adama (1877-1946), członka zarządu, dyrektora, a później prezesa Rady Nadzorczej Spółki Akcyjnej Zjednoczone Browary Warszawskie „Haberbusch i Schiele” i Zofii Pauliny z domu Lampe. W czerwcu 1916 roku, mając 12 lat, zdał egzamin wstępny do trzeciej klasy Ośmioklasowej Szkoły Mazowieckiej – Gimnazjum Męskiego Towarzystwa Szkoły Mazowieckiej mieszczącego się przy ul.Klonowej 16. W czerwcu 1924 roku, otrzymał świadectwo dojrzałości, a w październiku wstąpił na Wydział Prawa Uniwersytetu Warszawskiego. Z powodu choroby przerwał studia prawnicze. W 1926 roku rozpoczął studia w Handels-Hochschule w St. Gallen w Szwajcarii. Studia ukończył w 1929 roku i powrócił do Warszawy.
W 1930 roku wzorem ojca rozpoczął pracę w Spółce Akcyjnej Zjednoczone Browary Warszawskie „Haberbusch i Schiele”. Kolejno przechodził przez wszystkie działy firmy. W latach 1936–1944 pełnił w niej obowiązki dyrektora handlowego. W kwietniu 1937 roku zawarł związek małżeński z Marią Wandą Voellnagel, córką jednego ze spadkobierców firmy „Gerlach” w Warszawie. W obliczu zbliżającej się wojny firma „Haberbush i Schiele” ufundowała cztery ciężkie karabiny maszynowe dla I Pułku Szwoleżerów im. Józefa Piłsudskiego. Podczas tych uroczystości, które miały miejsce 17 maja 1939 roku, obecny był Henryk Patzer, natomiast uroczystego przekazania dokonał jego ojciec Jan Patzer. Henryk Patzer, w okresie międzywojennym niezaangażowany politycznie, na początku 1941 roku wstąpił do Stronnictwa Narodowego. W 1943 roku został desygnowany przez Zarząd Okręgu Stołecznego SN na stanowisko zastępcy Delegata Rządu RP na m. st. Warszawę. W Delegaturze Rządu kierował sprawami finansów, wniósł też wkład w przygotowanie projektów ustaw o przejęciu po wojnie mienia poniemieckiego. Na wiosnę 1944 roku objął obowiązki przewodniczącego Wydziału Skarbu w Zarządzie Głównym SN, wchodząc tym samym w skład prezydium ZG SN.
Wraz z rodziną mieszkał przy ul.Humańskiej 13 na Mokotowie, która podczas okupacji została wcielona do dzielnicy niemieckiej. Władze niemieckie pozwoliły mu pozostać w tym domu, ze względu na zajmowane stanowisko dyrektora handlowego Zjednoczonych Browarów Warszawskich „Haberbusch i Schiele”, które zaopatrywały niemieckich dygnitarzy. Henryk Patzer ukrywał pułkownika Kazimierza Iranka-Osmeckiego („Makary”, „Heller”), szefa II Oddziału Komendy Głównej AK. Dzięki ofiarności Henryka Patzera i jego żony cichociemny „Heller” znalazł u nich schronienie aż do wybuchu Powstania. W listopadzie 1943 roku rodzina Patzerów została wysiedlona ze swego domu. Od tego momentu mieszkali przy ul.Moniuszki 7 naprzeciwko „Adrii”. 1 sierpnia 1944 roku o godzinie „W”, pełniąc funkcję zastępcy Delegata Rządu RP na m. st. Warszawę, na polecenie Marcela Porowskiego („Sowa”, „Mazowiecki”), stawił się na Ratuszu wraz z czterema innymi zastępcami. Później przebywał na Starym Mieście, gdzie został ranny. Po kilku dniach pobytu w powstańczym szpitalu wrócił z niezagojonymi ranami do zespołu Delegatury. Podczas ewakuacji Starego Miasta został przeprowadzony kanałami do Śródmieścia, gdzie działał aż do kapitulacji. Po powstaniu trafił z całą rodziną do obozu Durchgangslager 121 w Pruszkowie, z którego udało im się uwolnić. Do momentu wyzwolenia mieszkał w Woli Krzysztoporskiej pod Piotrkowem Trybunalskim.
Po wojnie był inwigilowany przez Urząd Bezpieczeństwa i wielokrotnie wzywany na przesłuchania na ul. Rakowiecką. W 1945 roku podjął pracę jako kierownik firmy Hurtownia Techniczno-Budowlana „Ha-Te-Be” sp.z o.o. aż do jej likwidacji, w grudniu 1949 roku. W latach 1950–1952, pracował w centrali PBP „Orbis” jako kierownik Działu Ośrodków Turystycznych. Od 1952 do 1965 roku pracował na stanowisku st. inspektora w Biurze Nadzoru Gospodarczego Zjednoczonych Zespołów Gospodarczych „INCO”. W 1965 roku przeszedł na emeryturę. 28 stycznia 1975 roku został odznaczony Krzyżem Armii Krajowej przez Rząd Polski w Londynie.
Henryk Patzer zmarł 18 września 1987 roku, został pochowany na cmentarzu ewangelicko-augsburskim w Warszawie (aleja 23, grób 10).